# Rubus fockeanus
Rubus fockeanus là loài thực vật có hoa trong họ Hoa hồng. Loài này được Kurz miêu tả khoa học đầu tiên năm 1875.